# Geiger Richárd könyvillusztrációinak listája
Az alábbi oldal Geiger Richárd könyvillusztrációit gyűjti listába.

## Bevezetés
Geiger Richárd (1870–1945) a 20. század első felének jelentős festője volt. Emellett azonban – kortársaihoz hasonlóan – több más munkát, így könyvek illusztrálását is alkalmanként elvállalta. Könyvillusztrátori munkássága még nem került részletes feldolgozásra, így az alábbi lista a források hiányossága miatt vélhetően nem teljes.

### Verne Gyulamunkái-sorozat ("Magyar Kereskedelmi Közlöny" hirlap- és könyvkiadóvállalat)
- Verne Gyula: Clovis Dardentor, "Magyar Kereskedelmi Közlöny" hirlap- és könyvkiadóvállalat, Budapest, é. n. [1910s][1]
- Verne Gyula: Grant kapitány gyermekei I-II., "Magyar Kereskedelmi Közlöny" hirlap- és könyvkiadóvállalat, Budapest, é. n. [1910s][2]
- Verne Gyula: Strogoff Mihály. A cár futárja, "Magyar Kereskedelmi Közlöny" hirlap- és könyvkiadóvállalat, Budapest, é. n. [1910s][3]
- Verne Gyula: Falu a levegőben, "Magyar Kereskedelmi Közlöny" hirlap- és könyvkiadóvállalat, Budapest, é. n. [1910s][4]
- Jules Verne: A jégszfinx I-II. / Zachariusz mester, "Magyar Kereskedelmi Közlöny" hirlap- és könyvkiadóvállalat, Budapest, é. n. [1910s][5]
- Verne Gyula: A büszke Orinoco, "Magyar Kereskedelmi Közlöny" hirlap- és könyvkiadóvállalat, Budapest, é. n. [1910s][6]
- Verne Gyula: Dél csillaga, "Magyar Kereskedelmi Közlöny" hirlap- és könyvkiadóvállalat, Budapest, é. n. [1910s][7]
- Verne Gyula: A dunai hajós / Kamp Ole sorsjegye, "Magyar Kereskedelmi Közlöny" hirlap- és könyvkiadóvállalat, Budapest, é. n. [1910s][8]
- Verne Gyula: Győzedelmes Robur, "Magyar Kereskedelmi Közlöny" hirlap- és könyvkiadóvállalat, Budapest, é. n. [1910s][9]
- Verne Gyula: Keraban, a keményfejű, "Magyar Kereskedelmi Közlöny" hirlap- és könyvkiadóvállalat, Budapest, é. n. [1910s][10]
- Verne Gyula: Utazás a Holdba/Utazás a Hold körül, "Magyar Kereskedelmi Közlöny" hirlap- és könyvkiadóvállalat, Budapest, é. n. [1910s][11]
- Verne Gyula: A Begum ötszáz milliója / Ox doktor ötlete, "Magyar Kereskedelmi Közlöny" hirlap- és könyvkiadóvállalat, Budapest, é. n. [1910s][12]
- Verne Gyula: Hatteras kapitány kalandjai I-II., "Magyar Kereskedelmi Közlöny" hirlap- és könyvkiadóvállalat, Budapest, é. n. [1910s][13]
- Verne Gyula: Utazás a Föld középpontja felé, "Magyar Kereskedelmi Közlöny" hirlap- és könyvkiadóvállalat, Budapest, é. n. [1910s][14]
- Verne Gyula: Servadac Hector. Utazás a naprendszerben, "Magyar Kereskedelmi Közlöny" hirlap- és könyvkiadóvállalat, Budapest, é. n. [1910s][15]

### Verne Gyula munkái-sorozat (Tolnai Nyomdai Műintézet és Kiadóvállalat R.-T.)
- Verne Gyula: Servadac Hektor. Utazás a naprendszerben, Tolnai Nyomdai Műintézet és Kiadóvállalat R.-T., Budapest, é. n. [1930s][16]
- Verne Gyula: Keraban, a keményfejű, Tolnai Nyomdai Műintézet és Kiadóvállalat R.-T., Budapest, é. n. [1930s][17]
- Verne Gyula: Falu a levegőben, Tolnai Nyomdai Műintézet és Kiadóvállalat R.-T., Budapest, é. n. [1930s][18]
- Verne Gyula: Strogoff Mihály. A cár futárja, Tolnai Nyomdai Műintézet és Kiadóvállalat R.-T., Budapest, é. n. [1930s][19]
- Verne Gyula: A Begum ötszáz milliója/Ox doktor ötlete, Tolnai Nyomdai Műintézet és Kiadóvállalat R.-T., Budapest, é. n. [1930s][20]
- Verne Gyula: A tizenötéves kapitány, Tolnai Nyomdai Műintézet és Kiadóvállalat R.-T., Budapest, é. n. [1930s][21]

### Verne Gyula munkái-sorozat (Forrás Nyomdai Műintézet és Kiadóvállalat R.-T.)
- Verne Gyula: A Chancellor. Kazallon J. R. utas naplója, Forrás Nyomdai Műintézet és Kiadóvállalat R.-T. , Budapest, é. n. [1930s][22]
- Verne Gyula: A tizenötéves kapitány, Forrás Nyomdai Műintézet és Kiadóvállalat R.-T. , Budapest, é. n. [1930s][23]
- Verne Gyula: Grant kapitány gyermekei I-II., Forrás Nyomdai Műintézet és Kiadóvállalat R.-T. , Budapest, é. n. [1930s][24]

### Henny Koch Bébi-sorozat
- Henny Koch: Bébi, a kis mama. Történet egy huncut »fiús« leányról, Nova Irodalmi Intézet, Budapest, 1931[25]
- Henny Koch: Bébi nagyanyó. Történet egy huncut "fiús" leányról, Nova Irodalmi Intézet, Budapest, 1926[26]
- Henny Koch: Bébi. Történet egy huncut „fiús" leányról, Nova Irodalmi Intézet, Budapest, 1934[27]
- Henny Koch: Bébi unokái. Történet egy huncut "fiús" leányról, Nova Irodalmi Intézet, Budapest, 1926[28]
- Henny Koch: Bébi esküvője. Történet egy huncut "fiús" leányról, Nova Irodalmi Intézet, Budapest, 1925[29]
- Henny Koch: Bébi kedvence. Történet egy huncut "fiús" leányról, Nova Irodalmi Intézet, Budapest, 1925[30]

### May Károly-művek
- May Károly: A Csendes óceánon, Eisler G. Kiadóhivatala, Budapest, é. n. [1910s][31]
- May Károly: A Rio de La Plata mentén, Eisler G. Kiadóhivatala, Budapest, é. n. [1910s][32]
- May Károly: A Balkánon, Eisler G. Kiadóhivatala, Budapest, é. n. [1910s][33]
- Karl May: A vad Kurdisztánon át. Regény az érettebb ifjúság számára, Athenaeum Irodalmi és Nyomdai R.-T.  Budapest, é. n. [1930s][34]
- May Károly: Az inka öröksége, Athenaeum Irodalmi és Nyomdai R.-T., Budapest, é. n. [1910s][35]
- May Károly: A félelmetes, Athenaeum Irodalmi és Nyomdai R.-T., Budapest, 1910[36]

### Egyéb művek

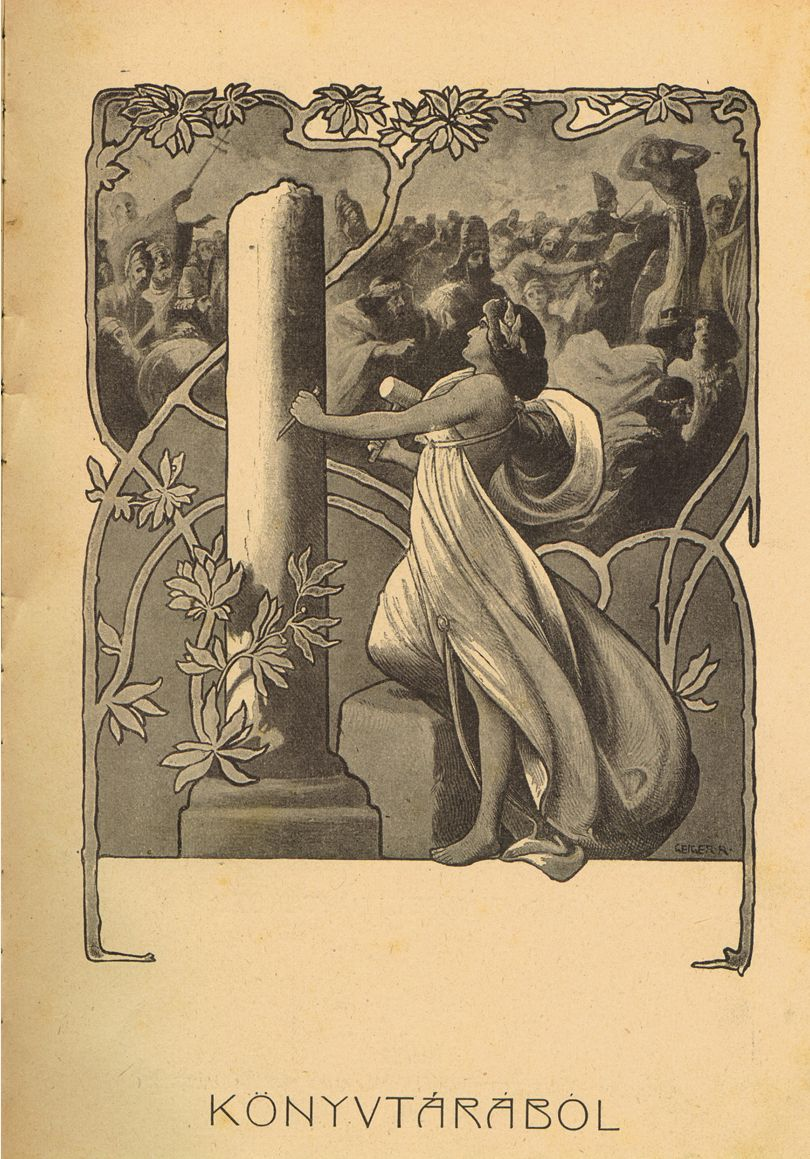
Geiger Richárd rajza az Endrei Zalán-féle Világtörténelemből: Előzéklap

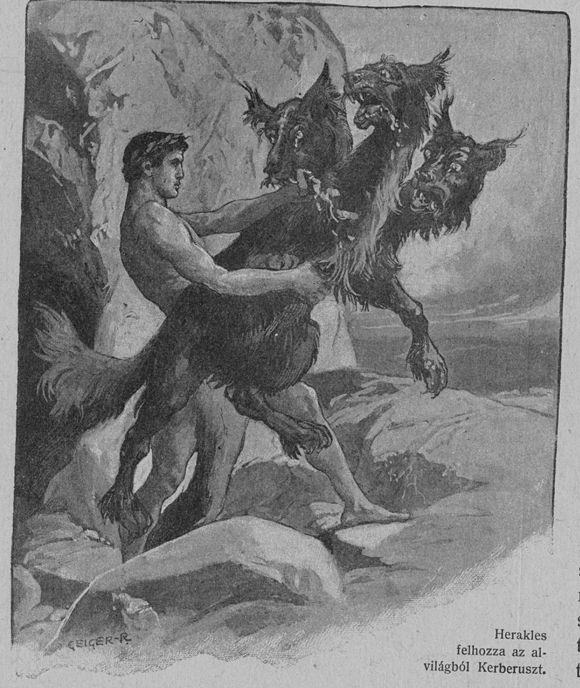
Geiger Richárd rajza az Endrei Zalán-féle Világtörténelemből: Héraklész felhozza Kerberoszt az alvilágból

- A világ történelme. A nagyközönség számára írta Endrei Zalán. 5 kötet. «Globus» Műintézet és Kiadóvállalat R.-T., Budapest, 1906–1908[37]
- Hock János. Rákóczi Ferencné. Történeti elbeszélés. Budapest, 1905.[38]
- Zempléni P. Gyuláné. Idegenben. Regény fiatal leányok számára. Budapest, 1905[39]
- A legszebb Grimm-mesék. Fordította Mikes Lajos. Budapest, 1905[40]
- Mark Twain: Huckleberry Finn vándorlásai és kalandjai, Magyar Könyvkiadó-Társaság, Budapest, 1905[41]
- Vörösmarty Mihály összes költői művei. Költemények, költői elbeszélések, drámák, pályalombok, Shakespeare fordítások, Világirodalom Könyvkiadó Részvénytársaság, Budapest, 1907[42]
- Krudy Gyula: Annuska könyve. Elbeszélések fiatal leányok számára, "Magyar Kereskedelmi Közlöny" hirlap- és könyvkiadóvállalat, Budapest, é. n. [1910s][43]
- Vágó Ferencz: Münchhausen báró vidám kalandjai szárazon és vizen, Athenaeum Irodalmi és Nyomdai R.-T., Budapest, é. n. [1910s][44]
- Magyar kabaret. Kner Izidor Könyvnyomdai Műintézet, Gyoma, 1911–1912[45]
- Derű. Szécsi Ferenc válogatott munkái. Karcolatok. Tárcák, Jelenetek, Színdarabok. 3 kötet. Porzó (Ágai Adolf) előszavával és Geiger Richárd rajzaival. Gyoma, 1912.[46]
- Kner Imre: Könyv a könyvről, Kner Nyomda, Gyoma, 1912.[47]
- Hangay Sándor: Szemiramisz csodakertje, Kner Izidor Könyvnyomdai Műintézet, Gyoma, 1912[48]
- Antal Sándor: A trondhjemi herczeg kiséretében, Kner Izidor kiadása, Budapest, 1913[49]
- Drumár János: Sir Adamanth titka. Fantasztikus regény, Kner Izidor Könyvnyomdai Műintézet, Gyoma, 1914[50]
- Drumár János: Kassiopeia. Fantasztikus regény (A "Sir Adamanth titka" folytatása), Kner Izidor Könyvnyomdai Műintézet, Gyoma, 1914[51]
- Kner Izidor agyafúrt alakjai. Csicseri Bors előszavával. Bér Dezső–Garay Ákos–Geiger Richárd–Homicskó Athanáz–Kalivoda Kata–Mühlbeck Károly–Vadász Miklós 170 eredeti rajzával. Gyoma, 1914. [52]
- Az Opiumbarlang titka. Bünügyi regény. Angol eredetiből átdolg.: Zigány Árpád. Geiger Richárd négy eredeti rajzával. Budapest, 1918[53]
- Dosztojewszkij: A félkegyelmű I–II., Otthon-Könyvkiadó, Budapest, é. n. [1920s][54]
- Honoré de Balzac: A vérbosszú, Otthon-Könyvkiadó, Budapest. é. n. [1920s][55]
- Andersen meséi, Athenaeum Irodalmi és Nyomdai R.-T., Budapest, 1922[56]
- Vágó Ferencz: Münchhausen báró vidám kalandjai szárazon és vizen, Athenaeum Irodalmi és Nyomdai R.-T., Budapest, 1922[57]
- Gáspárné Dávid Margit: Csöppike kalandjai Párisban, Nova Irodalmi Intézet, Budapest, 1926[58]
- Mikes Lajos: Rejtelmes foglyok a Szaharában. Regény az ifjuság számára, Tolnai Nyomdai Műintézet és Kiadóvállalat R.-T., Budapest, é. n. [1930s][59]
- Lewis Wallace: Ben-Hur. Regény Krisztus korából, Otthon Könyvkiadó, Budapest, é. n. [1930s][60]